# (12624) Mariacunitia
(12624) Mariacunitia – planetoida z pasa głównego asteroid okrążająca Słońce w ciągu 3 lat i 183 dni w średniej odległości 2,31 au. Została odkryta 17 października 1960 roku w Leiden przez Cornelisa van Houtena, Ingrid van Houten oraz Toma Gehrelsa. Nazwa planetoidy pochodzi od Marii Cunitz (ok. 1610-1664), śląskiej astronom. Nazwa została zaproponowana przez R. H. van Genta. Przed nadaniem nazwy planetoida nosiła oznaczenie tymczasowe (12624) 9565 P-L.